# Rudolf Pfister (Architekt)
Rudolf Pfister (* 2. April 1886 in Freising; † 1970 in München) war ein deutscher Publizist, Baubeamter und Architekt.

## Leben
Pfister wurde als Sohn eines Zivilingenieurs und Konstrukteurs von Mühlen und Wassermaschinen geboren. Seine Familie entstammt dem Bürgertum von Schaffhausen, wo sie bis zum Beginn des 16. Jahrhunderts zurückzuverfolgen ist.
Er studierte an der Technischen Hochschule München Architektur und an der Universität Würzburg Kunstgeschichte.
Auf Wunsch seines Vaters wählte er nach verschiedenen Studienreisen ins Ausland die Laufbahn des Baubeamten, beschäftigte sich aber nebenher dauernd mit Studien auf den Gebieten der Architekturtheorie und Architekturgeschichte, sowie der Denkmalpflege und des Heimatschutzes. In der Zeit der Tätigkeit an der Eisenbahndirektion und dem Landbauamt München entstand ein grundlegendes Werk über die Würzburger Residenz.
Später war er in der Verwaltung des ehemaligen Krongutes, die viele Arbeiten auf dem Gebiet der Denkmalpflege beinhaltete, tätig. Zwischen 1925 und 1931 hatte er die Schriftleitung der von Bernhard Borst herausgegebenen Architekturzeitschrift Baukunst.
Nach deren Einstellung widmete er sich als Architekturreferent des Bayerischen Landesamtes für Denkmalpflege seinem durch die doppelte Ausbildung als Architekt und Kunsthistoriker vorgezeichneten Beruf als Denkmalpfleger. Eine Berufung in die Oberste Baubehörde als Referent für Kultusbauten führte Pfister in den Beruf des Baubeamten zurück, den er 1944 zugunsten der Publizistik endgültig aufgab.
Kurz nach dem Zweiten Weltkrieg übernahm er die Schriftleitung der Architekturzeitschrift Der Baumeister, für die er auch nach seiner Pensionierung 1959 weiter Artikel, insbesondere Nachrufe und Jubiläumslaudatien schrieb.
Zwischen 1932 und 1965 gab er die in zahlreichen Auflagen erschienenen Bildbände 150 Eigenheime heraus. Er war Mitglied der Bayerischen Akademie der Schönen Künste.

## Bauten

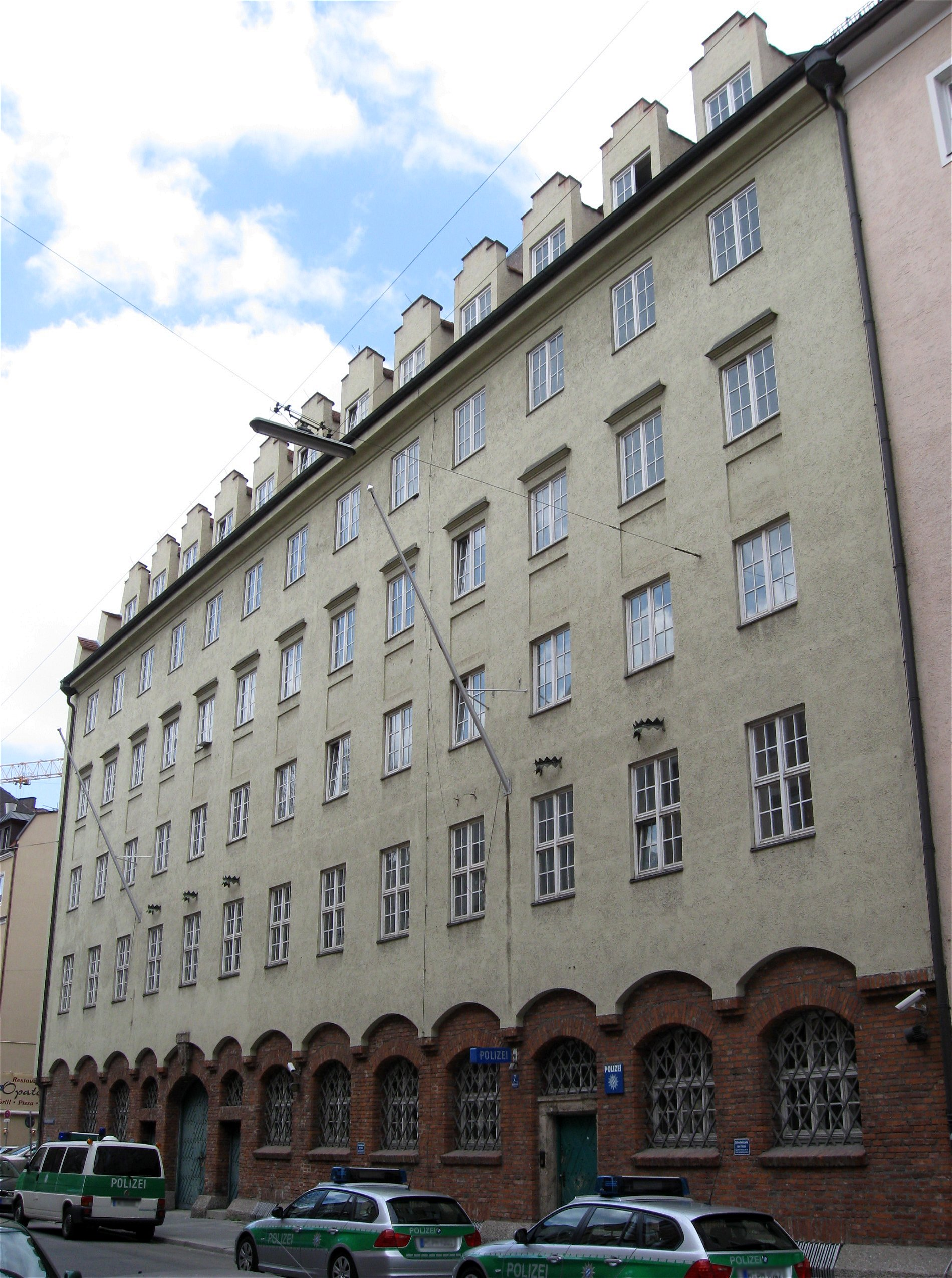
Polizeiinspektion Altstadt

- 1923–1925: Polizeiinspektion 11 Altstadt in München, Hochbrückenstraße 7

## Schriften
- Das Würzburger Wohnhaus im 16. Jahrhundert. Mit einer Abhandlung über den sogenannten Juliusstil. Dissertation. Winters, Heidelberg 1915.
- mit Richard Sedlmaier: Die Fürstbischöfliche Residenz zu Würzburg. Georg Müller, München 1928.
- 150 Eigenheime. Bruckmann, 1932–1962.
- Bauten Schultze-Naumburgs. Duncker, Weimar, 1940.
- Die Friedhoffibel. Callwey, 1952.
- Zwischen Haus und Garten. Callwey, 1958.
- Theodor Fischer – Leben und Wirken eines deutschen Baumeisters. Callwey, 1968.